# Eleição municipal de Macapá em 2004
A eleição municipal da cidade brasileira de Macapá ocorreu em 3 de outubro de 2004 para eleger um prefeito, um vice-prefeito e 16 vereadores para a administração da cidade. Como o eleitorado do município não atingiu o quantitativo de 200 mil, não há possibilidade de um segundo turno em 31 de outubro de 2004. O prefeito titular é João Henrique Pimentel, eleito em 2000 pelo PSB e hoje candidato pelo Partido dos Trabalhadores.
Com 100% das urnas apuradas, o Tribunal Regional Eleitoral do Amapá declarou João Henrique Pimentel reeleito para mais um mandato de quatro anos como prefeito de Macapá. Os votos brancos e nulos somaram 7.378, enquanto que 28.439 eleitores se abstiveram.

## Informações sobre os candidatos

### João Henrique Pimentel
Durante sua infância estudou em colégios importantes e até ingressar na Faculdade Federal do Pará e se formar em engenharia civil. Iniciou sua vida política na gestão do governador João Capiberibe como Diretor de Obras da Secretaria de Estado da Infra-Estrutura. E em 1998 assumiu como secretário, mas saiu do cargo para concorrer à Prefeitura de Macapá pelo Partido Socialista Brasileiro (PSB). Nas eleições municipais de 2000, foi eleito prefeito da capital amapaense. Nas eleições de 2004, após um mês que foi reconduzido ao cargo no primeiro turno foi preso pela Polícia Federal durante a Operação Pororoca. A operação tinha como objetivo investigar fraudes em licitações de obras nos municípios de Macapá, Santana e Oiapoque. Em 2012, foi condenado também pela justiça federal a seis anos de prisão por fraude em licitação e desvio de verba pública, devido à construção do Hospital do Câncer de Macapá, orçado em mais de R$6 milhões.

### Janete Capiberibe
Janete Maria Goés Capiberibe iniciou sua militância política no movimento estudantil secundarista e no PCB, no período da ditadura militar. Juntamente com o marido João Capiberibe, teve o mandato parlamentar cassado em 2006 por suposta compra de votos de duas eleitoras ao preço de R$ 26,00 cada nas eleições de 2002. Após o período de inelegibilidade, foi eleita novamente para a Câmara dos Deputados em 2006, 2010 e 2014, sempre como a mais votada do Amapá, nisso, em 9 de Setembro de 2015, O ministro Luiz Edson Fachin, do Supremo Tribunal Federal, autorizou abertura de inquérito contra Janete Capiberibe por supostamente ter pagado 4 mil reais em compra de votos e propaganda de boca de urna nas eleições de 2014, quando se reelegeu como a Deputada Federal, justamente a mais votada do Amapá, como dito anteriormente. Janete é autora de dois projetos importantes, um deles se tornou a Lei 11.970/2009, que obriga a cobertura do volante e eixo dos motores nas embarcações ribeirinhas para reduzir e erradicar os acidentes com escalpelamentos e o projeto que resultou na Lei 12.892/2013, que declara Chico Mendes patrono do Meio Ambiente brasileiro. .

### Sebastião Bala Rocha
Seu nome verdadeiro é Sebastião Da Rocha, mas na infância recebeu o apelido de "Bala" e decidiu incorporar o nome. O médico ginecologista, iniciou sua carreira política política em 1990  , quando se elegeu deputado estadual do Amapá pelo PSDB, filiou-se ao PDT em 1993. Já no ano seguinte elegeu-se Senador da República.  Em 2004, foi o terceiro colocado na disputa pela prefeitura de Macapá. Elegeu-se deputado federal em 2006. Pleiteou a prefeitura de Santana em 2008, mas terminou retirando a candidatura. Também foi preso pela Operação Pororoca, devido à fraude em obras públicas no Amapá. Ele foi acusado de peculato, formação de quadrilha, prevaricação, corrupção ativa e passiva, tráfico de influência e inserção de dados falsos no Sistema Integrado de Administração Financeira (SIAF).

### Joinville Frota
O candidato à prefeito do município de Macapá sofreu um atentado criminoso em 2008, após um grupo pular o muro da sua residência e lançar dentro da casa, uma bomba caseira feita com gasolina e um pedaço de pano em chama. O fogo se espalhou pela parede, mas foi controlado pelo próprio Frota e sua filha. O incêndio quase tirou a vida do presidente da SINCOTTRAP.  Este é o quarto atentado contra Frota e dirigentes do Sindicato, o primeiro ocorreu em 2003 com a invasão da sede do sindicato, o segundo foi a emboscada contra a sua esposa e diretora sindical, e o terceiro ocorreu no início do ano com a tentativa de incêndio à sede do sindicato.

## Chapas e coligações
|  | Nº | Candidato(a) a prefeito | Candidato(a) a prefeito                                | Candidato(a) a vice-prefeito | Candidato(a) a vice-prefeito                          | Coligação |
|  | -- | ----------------------- | ------------------------------------------------------ | ---------------------------- | ----------------------------------------------------- | --- |
|  | 12 |                         | Sebastião Bala Rocha (PDT) Sebastião Ferreira da Rocha |                              | Isaac Alcolumbre (PMDB) Isaac Menahem Alcolumbre Neto | Macapá, como Eu Gosto de Você - Partido Democrático Trabalhista (PDT) - Partido do Movimento Democrático Brasileiro (PMDB) - Partido Progressista (Brasil) (PP) - Partido Social Liberal (PSL) - Partido Liberal (PL) - Partido Popular Socialista (PPS) - Partido da Frente Liberal (PFL) - Partido Republicano Progressista (PRP) - Partido da Social Democracia Brasileira (PSDB) - Partido Trabalhista do Brasil (PTdoB) |
|  | 13 |                         | João Henrique (PT) João Henrique Rodrigues Pimentel    |                              | Eury Farias (PCdoB) Eury Salles Farias                | Confirma Macapá - Partido dos Trabalhadores (PT) - Partido Comunista do Brasil (PCdoB) - Partido Trabalhista Nacional (PTN) - Partido Social Cristão (PSC) - Partido Comunista Brasileiro (PCB) - Partido dos Aposentados da Nação (PAN) - Partido da Social Democrata Cristão (PSDC) - Partido Renovador Trabalhista Brasileiro (PRTB) - Partido Humanista da Solidariedade (PHS) - Partido da Mobilização Nacional (PMN) - Partido Trabalhista Cristão (PTC) - Partido Verde (PV) - Partido de Reedificação da Ordem Nacional (PRONA) |
|  | 16 |                         | Joinville Frota (PSTU) Joinville Dantas Frota          |                              | Wilker Lira (PSTU) Wilker de Jesus Lira               | Sem coligação - Partido Socialista dos Trabalhadores Unificado (PSTU) |
|  | 40 |                         | Janete Capiberibe (PSB) Janete Maria Góes Capiberibe   |                              | José Renato Coelho (PTB) José Renato Coelho de Souza  | Macapá para Todos - Partido Socialista Brasileiro (PSB) - Partido Trabalhista Brasileiro (PTB) |

## Candidatos
Em debate, os candidatos fugiram de repostas, o momento foi marcado por provocações. O candidato João Henrique, filiado ao PT, foi várias vezes interrogado sobre a contratação da empresa "Limpel" para coleta de lixo e questionado sobre os atrasos no pagamento de salários da empresa, que absorve 10% do orçamento municipal. No debate, o candidato ainda afirmou que ele é o candidato do Lula. Por outro lado, a candidata Janete em debate, colocou em pauta sua defesa contra a cassação do seu mandato. Sebastião Rocha, citou que "as pesquisas são manipuladas", para que as pessoas não acreditem em tais números. Diante de das votações, o resultado foi:
| 1º Turno 3 de outubro de 2004 | 1º Turno 3 de outubro de 2004 | 1º Turno 3 de outubro de 2004 | 1º Turno 3 de outubro de 2004 |
| Candidato(a)                  | Vice                          | Votação                       | Votação                       |
| Candidato(a)                  | Vice                          | Total                         | Porcentagem                   |
| ----------------------------- | ----------------------------- | ----------------------------- | ----------------------------- |
| João Henrique (PT)            | Eury Farias (PCdoB)           | 65.425                        | 41,50%                        |
| Janete Capiberibe (PSB)       | José Renato Coelho (PTB)      | 45.732                        | 29,01%                        |
| Sebastião Bala Rocha (PDT)    | Isaac Alcolumbre (PMDB)       | 39.886                        | 25,30%                        |
| Joinville Frota (PSTU)        | Wilker Lira (PSTU)            | 6.615                         | 4,19%                         |
| Total de votos válidos        | Total de votos válidos        | 157.658                       | 100,00%                       |
| Votos apurados                |                               |                               |                               |
| Votos válidos                 | Votos válidos                 | 157.658                       | 95,53%                        |
| Votos em branco               | Votos em branco               | 1.149                         | 0,70%                         |
| Votos nulos                   | Votos nulos                   | 6.229                         | 3,77%                         |
| Total de votos apurados       | Total de votos apurados       | 165.036                       | 100,00%                       |
| Eleitores                     |                               |                               |                               |
| Comparecimento                | Comparecimento                | 165.036                       | 85,30%                        |
| Abstenções                    | Abstenções                    | 28.439                        | 14,70%                        |
| Total de eleitores            | Total de eleitores            | 193.475                       | 100,00%                       |

| Partido | Partido | Candidato              | Votos   | Votos (%) |
| ------- | ------- | ---------------------- | ------- | --------- |
|         | PT      | João Henrique Pimentel | 65 425  | 41,5%     |
|         | PSB     | Janete Capiberibe      | 45 732  | 29,01%    |
|         | PDT     | Sebastião Bala Rocha   | 39 886  | 25,3%     |
|         | PSTU    | Joinville Frota        | 6 615   | 4,2%      |
| Totais  | Totais  | Totais                 | 157 658 |           |

## Vereadores

### Todos os candidatos[7]
| Nº    | Candidato                                     | Partido | Coligação                    | Situação |
| 12123 | ABELARDO DA SILVA VAZ                         | PDT     | MACAPÁ PRA VALER             | Deferido |
| 12333 | ADOLPHO EUGÊNIO DE OLIVEIRA NERY              | PDT     | MACAPÁ PRA VALER             | Deferido |
| 19246 | AGNALDO BALIEIRO DA GAMA                      | PTN     | ALIANÇA RENOVADORA DE MACAPÁ | Deferido |
| 11222 | AGOSTINHA BEZERRA DE OLIVEIRA NASCIMENTO      | PP      | MACAPÁ PRA VALER             | Deferido |
| 43222 | AILTON DIAS FERREIRA                          | PV      | FÉ E AÇÃO                    | Deferido |
| 16116 | AILTON FERREIRA DA COSTA                      | PSTU    | PSTU                         | Deferido |
| 14789 | ALCEU PAULO RAMOS FILHO                       | PTB     | MACAPÁ MELHOR                | Deferido |
| 12312 | ALDRIN NUNES TORRINHA                         | PDT     | MACAPÁ PRA VALER             | Deferido |
| 23123 | AMARILDO JUCÁ LEITE FERREIRA                  | PPS     | ALIANÇA POPULAR LIBERAL      | Deferido |
| 25369 | ANNIBAL BARCELLOS                             | PFL     | ALIANÇA POPULAR LIBERAL      | Deferido |
| 13699 | ANTONINO CEZAR LEITE LOBATO                   | PT      | MACAPÁ POPULAR               | Deferido |
| 13500 | ANTONIO DOS SANTOS FREITAS                    | PT      | MACAPÁ POPULAR               | Deferido |
| 45111 | ANTONIO JOSÉ CUNHA DA SILVA                   | PSDB    | A FAVOR DE MACAPÁ            | Deferido |
| 28444 | ANTÔNIO BERNARDO DO LAGO                      | PRTB    | ALIANÇA RENOVADORA DE MACAPÁ | Deferido |
| 25600 | ANTÔNIO CARLOS DE OLIVEIRA                    | PFL     | ALIANÇA POPULAR LIBERAL      | Deferido |
| 43123 | ANTÔNIO DE DEUS NUNES DOS SANTOS              | PV      | FÉ E AÇÃO                    | Deferido |
| 22222 | ANTÔNIO FERNANDO COUTINHO DA COSTA            | PL      | ALIANÇA POPULAR LIBERAL      | Deferido |
| 43333 | ANTÔNIO FERREIRA DA SILVA JUNIOR              | PV      | FÉ E AÇÃO                    | Deferido |
| 23321 | ANTÔNIO NEYLO NASCIMENTO CORDEIRO             | PPS     | ALIANÇA POPULAR LIBERAL      | Deferido |
| 11111 | ANTÔNIO VIEIRA SOBRAL                         | PP      | MACAPÁ PRA VALER             | Deferido |
| 15125 | ARACICLEUMA COSTA DOS SANTOS PINHEIRO         | PMDB    | MACAPÁ PRA VALER             | Deferido |
| 14123 | AROLDO LEITE DA COSTA                         | PTB     | MACAPÁ MELHOR                | Deferido |
| 40333 | AUDISEIA DO CARMO QUARESMA                    | PSB     | MACAPÁ MELHOR                | Deferido |
| 45444 | AUGUSTO DE OLIVEIRA MENDES                    | PSDB    | A FAVOR DE MACAPÁ            | Deferido |
| 70147 | AURINÊS SOUSA SIQUEIRA                        | PT do B | MACAPÁ PRA VALER             | Deferido |
| 12666 | AYRTON DIOGENES IVO UBIRAJARA                 | PDT     | MACAPÁ PRA VALER             | Deferido |
| 14780 | BENEDITO BANDEIRA DOS SANTOS                  | PTB     | MACAPÁ MELHOR                | Deferido |
| 25632 | BENJAMIN MARSHAL PINHEIRO PAES                | PFL     | ALIANÇA POPULAR LIBERAL      | Deferido |
| 13456 | CAETANO DIAS THOMAZ FILHO                     | PT      | MACAPÁ POPULAR               | Deferido |
| 20456 | CAMILO OLIVEIRA DE SOUZA                      | PSC     | FÉ E AÇÃO                    | Deferido |
| 27222 | CARLOS AMANAJÁS BRITO                         | PSDC    | ALIANÇA RENOVADORA DE MACAPÁ | Deferido |
| 43111 | CARLOS ANDRÉ DA SILVA ALENCAR                 | PV      | FÉ E AÇÃO                    | Deferido |
| 22123 | CARLOS ANTÔNIO OLIVEIRA SANTOS                | PL      | ALIANÇA POPULAR LIBERAL      | Deferido |
| 16000 | CARLOS CLEY RAMOS PAIVA                       | PSTU    | PSTU                         | Deferido |
| 25625 | CARLOS MURILO PINHEIRO                        | PFL     | ALIANÇA POPULAR LIBERAL      | Deferido |
| 25117 | CARMEN LÚCIA SILVA CHAGAS                     | PFL     | ALIANÇA POPULAR LIBERAL      | Deferido |
| 25123 | CARMOZINA TAVARES LIMA                        | PFL     | ALIANÇA POPULAR LIBERAL      | Deferido |
| 40147 | CASSIANO DOS SANTOS                           | PSB     | MACAPÁ MELHOR                | Deferido |
| 40456 | CASSIANO FERREIRA MONTEIRO JUNIOR             | PSB     | MACAPÁ MELHOR                | Deferido |
| 65111 | CHARLES DA SILVEIRA PONTES                    | PC do B | MACAPÁ POPULAR               | Deferido |
| 11777 | CHARLY JHONE SANTOS DE SOUSA                  | PP      | MACAPÁ PRA VALER             | Deferido |
| 40369 | CLAUDIA REGINA GARCIA PINHEIRO                | PSB     | MACAPÁ MELHOR                | Deferido |
| 45246 | CLAUDIONOR DAS DORES SOARES                   | PSDB    | A FAVOR DE MACAPÁ            | Deferido |
| 13113 | CLECIO LUIS VILHENA VIEIRA                    | PT      | MACAPÁ POPULAR               | Deferido |
| 11971 | CLEO COSTA DE ALMEIDA                         | PP      | MACAPÁ PRA VALER             | Deferido |
| 23023 | CLODOALDO BATISTA NERI JUNIOR                 | PPS     | ALIANÇA POPULAR LIBERAL      | Deferido |
| 12789 | CLÉSIO CASTRO DO CARMO                        | PDT     | MACAPÁ PRA VALER             | Deferido |
| 25234 | DELCILENE MOURA XISTO                         | PFL     | ALIANÇA POPULAR LIBERAL      | Deferido |
| 31312 | DELMA SKIBINSK                                | PHS     | ALIANÇA RENOVADORA DE MACAPÁ | Deferido |
| 15699 | DILSON FERREIRA DA SILVA                      | PMDB    | MACAPÁ PRA VALER             | Deferido |
| 26123 | DIONE SOARES DE QUEIROZ                       | PAN     | ALIANÇA RENOVADORA DE MACAPÁ | Deferido |
| 20120 | DODSOM KENNEDY MORAES DA PAIXÃO               | PSC     | FÉ E AÇÃO                    | Deferido |
| 13007 | DORINALDO BARBOSA MALAFAIA                    | PT      | MACAPÁ POPULAR               | Deferido |
| 40123 | DULCILENE SANTOS DE OLIVEIRA CASTILHO         | PSB     | MACAPÁ MELHOR                | Deferido |
| 14521 | EDIVAN CHARLTON DO NASCIMENTO RIBEIRO         | PTB     | MACAPÁ MELHOR                | Deferido |
| 45121 | EDMARQUES SERRANO DA SILVA                    | PSDB    | A FAVOR DE MACAPÁ            | Deferido |
| 25699 | EDUARDO DA SILVA MOURA                        | PFL     | ALIANÇA POPULAR LIBERAL      | Deferido |
| 56666 | EDYR CAMPOS PACHECO                           | PRONA   | ALIANÇA RENOVADORA DE MACAPÁ | Deferido |
| 25621 | ELIAS VALENTE SILVA                           | PFL     | ALIANÇA POPULAR LIBERAL      | Deferido |
| 13789 | ELIASI SOARES DOS SANTOS                      | PT      | MACAPÁ POPULAR               | Deferido |
| 16216 | ELTON CORREA                                  | PSTU    | PSTU                         | Deferido |
| 22022 | ERALDO DA SILVA TRINDADE                      | PL      | ALIANÇA POPULAR LIBERAL      | Deferido |
| 31789 | ESMERINDO NABOR DE SOUZA NETO                 | PHS     | ALIANÇA RENOVADORA DE MACAPÁ | Deferido |
| 14700 | EUCLIDES JOSÉ SEABRA DA COSTA                 | PTB     | MACAPÁ MELHOR                | Deferido |
| 12580 | FERNANDO JOSÉ ARAUJO AMARAL                   | PDT     | MACAPÁ PRA VALER             | Deferido |
| 45999 | FRANCISCO DE ASSIS CHAGAS DA SILVA            | PSDB    | A FAVOR DE MACAPÁ            | Deferido |
| 40999 | FRANCISCO MAURICIO DE SENA JUNIOR             | PSB     | MACAPÁ MELHOR                | Deferido |
| 40222 | GEOVANE DOS SANTOS DARES                      | PSB     | MACAPÁ MELHOR                | Deferido |
| 25611 | GIANCARLO DARLÃ PINON NERY                    | PFL     | ALIANÇA POPULAR LIBERAL      | Deferido |
| 22333 | GILBERTO AUGUSTO ALVES                        | PL      | ALIANÇA POPULAR LIBERAL      | Deferido |
| 12345 | HELDER JOSÉ CARNEIRO DE SOUZA                 | PDT     | MACAPÁ PRA VALER             | Deferido |
| 43101 | HELVIO RIBEIRO GOMES DE OLIVEIRA              | PV      | FÉ E AÇÃO                    | Deferido |
| 25368 | HILDA LIMA DA SILVA                           | PFL     | ALIANÇA POPULAR LIBERAL      | Deferido |
| 15456 | HILDEGARD DE AZEVEDO GURGEL                   | PMDB    | MACAPÁ PRA VALER             | Deferido |
| 45678 | ITANAN UCHÔA DE OLIVEIRA                      | PSDB    | A FAVOR DE MACAPÁ            | Deferido |
| 17123 | JACY GARCIA DUARTE DA SILVA NASCIMENTO        | PSL     | A FAVOR DE MACAPÁ            | Deferido |
| 33193 | JAILSON DO AMARAL FREITAS                     | PMN     | ALIANÇA RENOVADORA DE MACAPÁ | Deferido |
| 25633 | JAIME DA SILVA PEREZ                          | PFL     | ALIANÇA POPULAR LIBERAL      | Deferido |
| 13123 | JONNAS GUIMAQUE DE JESUS FILHO                | PT      | MACAPÁ POPULAR               | Deferido |
| 45699 | JORGE FERREIRA AGUIAR                         | PSDB    | A FAVOR DE MACAPÁ            | Deferido |
| 12321 | JOSÉ BANDEIRA NETO                            | PDT     | MACAPÁ PRA VALER             | Deferido |
| 20123 | JOSÉ CRISPINIANO DE CARVALHO FILHO            | PSC     | FÉ E AÇÃO                    | Deferido |
| 14139 | JOSÉ DE ARIMATHEA DE AVELAR LEAL              | PTB     | MACAPÁ MELHOR                | Deferido |
| 45200 | JOSÉ JUVENIL BARBOSA DOS SANTOS               | PSDB    | A FAVOR DE MACAPÁ            | Deferido |
| 25800 | JOSÉ MARIA CAXIAS DE SOUSA                    | PFL     | ALIANÇA POPULAR LIBERAL      | Deferido |
| 14650 | JOSÉ MARIA OLIVEIRA CAMPELO                   | PTB     | MACAPÁ MELHOR                | Deferido |
| 40111 | JOSÉ PEREIRA SACRAMENTO                       | PSB     | MACAPÁ MELHOR                | Deferido |
| 45369 | JOSÉ ROLDÃO SILVA BRITO                       | PSDB    | A FAVOR DE MACAPÁ            | Deferido |
| 43789 | JOSÉ RONALDO DE PINHO                         | PV      | FÉ E AÇÃO                    | Deferido |
| 13131 | JOSÉ VALÉRIO ALMEIDA TAVARES                  | PT      | MACAPÁ POPULAR               | Deferido |
| 14569 | JOZIMAR LOPES DOS SANTOS                      | PTB     | MACAPÁ MELHOR                | Deferido |
| 40004 | JOÃO BATISTA DO AMARAL                        | PSB     | MACAPÁ MELHOR                | Deferido |
| 45888 | JOÃO GUILHERME MONARD NASCIMENTO              | PSDB    | A FAVOR DE MACAPÁ            | Deferido |
| 21222 | JOÃO RAIMUNDO SOARES GAMA                     | PCB     | FÉ E AÇÃO                    | Deferido |
| 45456 | JURACI FREITAS DE SOUSA                       | PSDB    | A FAVOR DE MACAPÁ            | Deferido |
| 45333 | LAERCIO AIRES DOS SANTOS                      | PSDB    | A FAVOR DE MACAPÁ            | Deferido |
| 12456 | LEONETI DOS SANTOS COSTA                      | PDT     | MACAPÁ PRA VALER             | Deferido |
| 65112 | LEURY SALLES FARIAS                           | PC do B | MACAPÁ POPULAR               | Deferido |
| 20222 | LINDOVAL SANTOS DO ROSÁRIO                    | PSC     | FÉ E AÇÃO                    | Deferido |
| 14590 | LUCIA AMELIA PICANÇO SAMPAIO                  | PTB     | MACAPÁ MELHOR                | Deferido |
| 23233 | LUCIVAL DA SILVA CASTRO                       | PPS     | ALIANÇA POPULAR LIBERAL      | Deferido |
| 43777 | LUIZ ANTÔNIO FERREIRA MARANHÃO                | PV      | FÉ E AÇÃO                    | Deferido |
| 40117 | LUIZ ANTÔNIO LEITE                            | PSB     | MACAPÁ MELHOR                | Deferido |
| 45789 | LUIZ AUGUSTO DOS SANTOS PINHEIRO              | PSDB    | A FAVOR DE MACAPÁ            | Deferido |
| 20999 | LUIZ CARLOS MIRANDA VILHENA                   | PSC     | FÉ E AÇÃO                    | Deferido |
| 13199 | LUIZ GUILHERME CAVALCANTE DE MELO             | PT      | MACAPÁ POPULAR               | Deferido |
| 13345 | MANOEL DA SILVA SANTOS MACEDO                 | PT      | MACAPÁ POPULAR               | Deferido |
| 28123 | MANOEL DO NASCIMENTO CAMARA SOUZA             | PRTB    | ALIANÇA RENOVADORA DE MACAPÁ | Deferido |
| 13613 | MANOEL OSVANIL BEZERRA BACELAR                | PT      | MACAPÁ POPULAR               | Deferido |
| 70852 | MARCELO CHAGAS PEREIRA                        | PT do B | MACAPÁ PRA VALER             | Deferido |
| 27456 | MARIA DA CONCEIÇÃO DE OLIVEIRA JARDIM         | PSDC    | ALIANÇA RENOVADORA DE MACAPÁ | Deferido |
| 14111 | MARIA DE LOURDES RODRIGUES DA SILVA           | PTB     | MACAPÁ MELHOR                | Deferido |
| 25601 | MARIA DE NAZARÉ CARDOSO SILVA                 | PFL     | ALIANÇA POPULAR LIBERAL      | Deferido |
| 20567 | MARIA DO SOCORRO FERREIRA DA COSTA            | PSC     | FÉ E AÇÃO                    | Deferido |
| 25345 | MARIA FÁTIMA DE OLIVEIRA                      | PFL     | ALIANÇA POPULAR LIBERAL      | Deferido |
| 11234 | MARIA HELENA BARBOSA GUERRA                   | PP      | MACAPÁ PRA VALER             | Deferido |
| 40140 | MARIA HELENA OLIVEIRA NOBRE                   | PSB     | MACAPÁ MELHOR                | Deferido |
| 45000 | MARIA LADJA LEANDRO                           | PSDB    | A FAVOR DE MACAPÁ            | Deferido |
| 20007 | MARIA LUCILINDA LOBATO DA CONCEIÇÃO           | PSC     | FÉ E AÇÃO                    | Deferido |
| 13122 | MARIA NILZA AMARAL DE ARAÚJO                  | PT      | MACAPÁ POPULAR               | Deferido |
| 40555 | MARIBEL NAZARÉ DOS SANTOS SMITH NEVES         | PSB     | MACAPÁ MELHOR                | Deferido |
| 12100 | MARIVALDA BARBOSA DA SILVA                    | PDT     | MACAPÁ PRA VALER             | Deferido |
| 43000 | MARIVALDO ABREU DA CONCEIÇÃO                  | PV      | FÉ E AÇÃO                    | Deferido |
| 26126 | MARIVALDO DA SILVA LOPES                      | PAN     | ALIANÇA RENOVADORA DE MACAPÁ | Deferido |
| 21123 | MARLUCE TRAJANO COELHO                        | PCB     | FÉ E AÇÃO                    | Deferido |
| 43690 | MATOSALEM PACHECO CABRAL                      | PV      | FÉ E AÇÃO                    | Deferido |
| 14567 | MENEGILDO DE MORAIS PASTANA                   | PTB     | MACAPÁ MELHOR                | Deferido |
| 45123 | MICHEL HOUAT HARB                             | PSDB    | A FAVOR DE MACAPÁ            | Deferido |
| 43567 | MILTON PESSOA CABRAL                          | PV      | FÉ E AÇÃO                    | Deferido |
| 65135 | MOABE MORAES DAS NEVES                        | PC do B | MACAPÁ POPULAR               | Deferido |
| 43444 | MOISÉS RIVALDO PEREIRA                        | PV      | FÉ E AÇÃO                    | Deferido |
| 70369 | MOISÉS SIMÕES ALCOLUMBRE                      | PT do B | MACAPÁ PRA VALER             | Deferido |
| 27123 | NEUBERTO ANTONIO PELAES DANTAS                | PSDC    | ALIANÇA RENOVADORA DE MACAPÁ | Deferido |
| 28234 | NEUSA LEILA GONÇALVES DE CASTRO               | PRTB    | ALIANÇA RENOVADORA DE MACAPÁ | Deferido |
| 40789 | NEUZA MONTEIRO DE MENEZES                     | PSB     | MACAPÁ MELHOR                | Deferido |
| 45777 | NILDO JOSUÉ PONTES LEITE                      | PSDB    | A FAVOR DE MACAPÁ            | Deferido |
| 70200 | ODENICE DA SILVA SERRA                        | PT do B | MACAPÁ PRA VALER             | Deferido |
| 13579 | OSCAR CLOVIS CHAVIER                          | PT      | MACAPÁ POPULAR               | Deferido |
| 20555 | OSVALDO FERREIRA DA SILVA                     | PSC     | FÉ E AÇÃO                    | Deferido |
| 27007 | PAULO AFONSO MOURA MENDES                     | PSDC    | ALIANÇA RENOVADORA DE MACAPÁ | Deferido |
| 23580 | PAULO CÉSAR LEMOS DE OLIVEIRA                 | PPS     | ALIANÇA POPULAR LIBERAL      | Deferido |
| 40405 | PAULO GOUVEA BATISTA                          | PSB     | MACAPÁ MELHOR                | Deferido |
| 40422 | PAULO MOTA ROCHA                              | PSB     | MACAPÁ MELHOR                | Deferido |
| 27321 | PAULO RONALDO CARIDADE DO CARMO               | PSDC    | ALIANÇA RENOVADORA DE MACAPÁ | Deferido |
| 31333 | PAULO SÉRGIO DA CONCEIÇÃO FERREIRA            | PHS     | ALIANÇA RENOVADORA DE MACAPÁ | Deferido |
| 70777 | PEDRO DOS SANTOS MARTINS                      | PT do B | MACAPÁ PRA VALER             | Deferido |
| 43147 | PEDRO FERREIRA DE SOUZA                       | PV      | FÉ E AÇÃO                    | Deferido |
| 12369 | PEDRO FRANKLIN GOMES                          | PDT     | MACAPÁ PRA VALER             | Deferido |
| 65412 | PERICLES FARIAS SANTANA                       | PC do B | MACAPÁ POPULAR               | Deferido |
| 13196 | PERY ARQUELAU DA SILVA                        | PT      | MACAPÁ POPULAR               | Deferido |
| 31123 | PETRONILO DA SILVA SERGIO FILHO               | PHS     | ALIANÇA RENOVADORA DE MACAPÁ | Deferido |
| 65666 | RAIMUNDO ATAÍDE                               | PC do B | MACAPÁ POPULAR               | Deferido |
| 26111 | RAIMUNDO NONATO DA SILVA SOUZA                | PAN     | ALIANÇA RENOVADORA DE MACAPÁ | Deferido |
| 25622 | RAIMUNDO NONATO LIMA MORAES                   | PFL     | ALIANÇA POPULAR LIBERAL      | Deferido |
| 70456 | RAMBOLDE PINHEIRO CAMPOS                      | PT do B | MACAPÁ PRA VALER             | Deferido |
| 45620 | REGINALDO BAIMA DA SILVA                      | PSDB    | A FAVOR DE MACAPÁ            | Deferido |
| 16123 | RILDO FREDERICO FERREIRA                      | PSTU    | PSTU                         | Deferido |
| 12365 | RILTON RODRIGUES AMANAJÁS                     | PDT     | MACAPÁ PRA VALER             | Deferido |
| 25604 | RITA LIMA DOS REIS                            | PFL     | ALIANÇA POPULAR LIBERAL      | Deferido |
| 43246 | RIVANETE CORINA MENDONÇA JERÔNIMO ALVES       | PV      | FÉ E AÇÃO                    | Deferido |
| 14239 | ROBERTO GOMES FERREIRA                        | PTB     | MACAPÁ MELHOR                | Deferido |
| 45569 | ROBSON MAURICIO DA SILVA BONFIM               | PSDB    | A FAVOR DE MACAPÁ            | Deferido |
| 45222 | ROSENITA DE LIMA SANTOS DIAS                  | PSDB    | A FAVOR DE MACAPÁ            | Deferido |
| 45555 | ROSIVALDO UCHÔA DE AZEVEDO                    | PSDB    | A FAVOR DE MACAPÁ            | Deferido |
| 33123 | RUBENS BENHUR FURTADO ABDON                   | PMN     | ALIANÇA RENOVADORA DE MACAPÁ | Deferido |
| 40223 | RUBIVAR DA SILVA NOBRE                        | PSB     | MACAPÁ MELHOR                | Deferido |
| 45666 | RUTINALDO BRITO DE LIMA                       | PSDB    | A FAVOR DE MACAPÁ            | Deferido |
| 21122 | SEBASTIÃO NELSON SILVA DE SOUZA               | PCB     | FÉ E AÇÃO                    | Deferido |
| 15555 | SILAS JARDIM TRINDADE                         | PMDB    | MACAPÁ PRA VALER             | Deferido |
| 13333 | SILVINO VIANA RABELO                          | PT      | MACAPÁ POPULAR               | Deferido |
| 12222 | SOLANGE MARIA FERNANDES DE MIRANDA DE SANTANA | PDT     | MACAPÁ PRA VALER             | Deferido |
| 22369 | TEOBALDO RODRIGUES DE SOUZA FILHO             | PL      | ALIANÇA POPULAR LIBERAL      | Deferido |
| 25239 | TEREZINHA LÚCIA BARROS FERNANDES              | PFL     | ALIANÇA POPULAR LIBERAL      | Deferido |
| 23222 | VALDECO VIEIRA DE SOUZA                       | PPS     | ALIANÇA POPULAR LIBERAL      | Deferido |
| 20777 | VALMIRO DE UBAIARA TAVARES                    | PSC     | FÉ E AÇÃO                    | Deferido |
| 44123 | VALTER RUBEN VANDER LINDEN VIEIRA             | PRP     | A FAVOR DE MACAPÁ            | Deferido |
| 56000 | VERA LÚCIA DA SILVA ROLA                      | PRONA   | ALIANÇA RENOVADORA DE MACAPÁ | Deferido |
| 65123 | WASHINGTON LUIZ MAGALHÃES PICANÇO             | PC do B | MACAPÁ POPULAR               | Deferido |
| 40401 | WENDELL RODRIGUES DA FONSECA                  | PSB     | MACAPÁ MELHOR                | Deferido |
| 25677 | ZULMIRA DE OLIVEIRA RODRIGUES                 | PFL     | ALIANÇA POPULAR LIBERAL      | Deferido |

### Vereadores eleitos
Dos quinze (15) vereadores eleitos, apenas duas (2) eram mulheres. Cleuma Duarte (PMDB) foi a vereadora mais votada com 4.245 votos.
| Candidato             | Partido | Votos | Porcentagem |
| --------------------- | ------- | ----- | ----------- |
| Cleuma Duarte         | PMDB    | 4.245 | 2,63%       |
| Michel JK             | PSDB    | 4.095 | 2,54%       |
| Prof. Rilton Amanajás | PDT     | 4.046 | 2,51%       |
| Annibal Barcellos     | PFL     | 3.975 | 2,46%       |
| Maria Góes            | PTB     | 3.549 | 2,2%        |
| Leury Farias          | PC do B | 3.359 | 2,08%       |
| Moisés Alcolumbre     | PT do B | 3.205 | 1,99%       |
| Gian do Nae           | PFL     | 3.132 | 1,94%       |
| Charly Jhone          | PP      | 3.111 | 1,93%       |
| Valter Vieira         | PRP     | 3.056 | 1,89%       |
| Oliveira de Jesus     | PL      | 2.693 | 1,67%       |
| Helena Guerra         | PP      | 2.381 | 1,48%       |
| Alceu Ramos           | PTB     | 2.307 | 1,43%       |
| Grilo                 | PV      | 2.246 | 1,39%       |
| Clécio                | PT      | 2.124 | 1,32%       |

| Votos nominais   | 147.383 | 91,36% |
| Votos em legenda | 13.942  | 8,64%  |
| Votos válidos    | 161.325 | 97,75% |
| Votos nulos      | 2.130   | 1,29%  |
| Votos em branco  | 1.581   | 0,96%  |
| Total            | 165.036 | 100%   |
| Urnas Apuradas   | 457     | 100%   |

### Sobre Cleuma Duarte
Após denúncias ao Ministério Público Eleitoral (MPE), a vereadora eleita do PMDB foi cassada por compras de votos. No dia da eleição, a Polícia Federal conseguiu prender no dia da eleição cabos eleitoras da candidata em um bairro periférico, com dinheiro e lista com nomes dos eleitores que já haviam recebido o dinheiro em troca do voto.

## Reeleição do PT
Macapá é a capital e a maior cidade do estado do Amapá, situada ao sul e às margens do Rio Amazonas. Município marcado pela passagem da Linha do Equador. O petista João Henrique foi reeleito, tendo concorrido com a deputada cassada Janete Capiberibe, já no primeiro turno. João Henrique é macapaense e formado em engenharia civil pela Universidade Federal do Pará. Engajado desde cedo na política, foi um dos fundadores do PT em Belém (PA). Foi eleito pela primeira vez em 2000 e reeleito em 2004.